# ハンス・ジェイコブ・ニールセン
ハンス・ジェイコブ・ニールセン（Hans Jacob Nielsen 1899年9月2日 - 1967年2月6日）は1920年代に活躍したデンマークのライト級プロボクサー。
1924年パリオリンピックボクシングライト級でアルフレッド・コペロを破り金メダルを獲得した。次の1928年アムステルダムオリンピックにも出場しライト級で3位決定戦に敗れ惜しくもメダル獲得はならなかった。